# Marc Freiberger
Marcus Ross Freiberger (Amarillo, 27 november 1928 – Winston-Salem, 29 juni 2005) was een Amerikaans basketballer. Hij won met het Amerikaans basketbalteam de gouden medaille op de Olympische Zomerspelen 1952.
Freiberger speelde voor het team van de University of Oklahoma, de Peoria Caterpillars en de Houston Ada Oilers. Tijdens de Olympische Spelen speelde hij 7 wedstrijden, inclusief de finale tegen de Sovjet-Unie. Gedurende deze wedstrijden scoorde hij 44 punten.